# A tres metres sobre el cel
A tres metres sobre el cel és la primera novel·la de l'escriptor italià Federico Moccia. Va ser publicada per primera vegada el 1992, en una edició pagada pel mateix autor i va esgotar-se immediatament. Llavors es va tornar a imprimir diverses vegades fins que va ser reeditada el 2004 i es va convertir en èxit de vendes. El 2008, Editorial Columna va editar la novela en català, traduïda per Daniel Montsech. El 2008 Frederico Moccia va publicar la segona part anomenada "Ho voglia di te" (Tinc ganes de tu), on va tornar a tenir el mateix èxit que amb la primera.

## Argument
La història parla de dos adolescents a la ciutat de Roma que volen caminar "a tres metres sobre el cel". Les noies se centren pels estudis, per les noves tendències i l'últim en moda. En canvi els nois es dediquen a viure la vida com si cada segon fos l'últim, els agrada la velocitat, la violència, el risc, les bandes... Babi i Step pertanyen cada un a mons diferents, i tenen objectius també molt diferents. Tot i així hi ha una cosa que els uneix: l'amor que senten l'un per l'altre, l'amor que els farà canviar: ella es farà més salvatge i arriscada, i en canvi ell es tornarà més tendre i sensible.

## Pel·lícula
La versió en pel·lícula va ser estrenada a Itàlia el 2004, protagonitzada per Ricardo Scamarcio amb el personatge de Step i Katy Saunders com a Babi. A l'Estat espanyol Antena 3 va comprar els drets i va fer l'adaptació, protagonitzada per Mario Casas Sierra actuant com a H (Step) i per María Valverde fent de Babi. Aquesta pel·lícula es va estrenar als cinemes espanyols el 3 de desembre de 2010, i va obtenir més èxit encara que la italiana. A3MSC va arribar 10 milions d'euros a les taquilles en un mes, i als 2 milions només al primer cap de setmana. Això la va convertir en la pel·lícula espanyola més taquillera d'Espanya de 2010.